# ジャヤナギ
ジャヤナギ（蛇柳、学名：Salix eriocarpa）は、ヤナギ科ヤナギ属の樹木。別名はオオシロヤナギ（大白柳）。

## 特徴
本州（主に関東以南）、四国、九州、種子島、屋久島、奄美大島の湿地に分布する高さ最高10m、直径最大30cm程の落葉高木。雌雄異株であるが日本では雌株しか知られていない。花期は3月頃。風の力で小枝が折れてしまうので他種と見分け易い。